# Sotteville-sous-le-Val
Sotteville-sous-le-Val és un municipi francès situat al departament del Sena Marítim i a la regió de Normandia. L'any 2007 tenia 726 habitants.

## Demografia

### Població
El 2007 la població de fet de Sotteville-sous-le-Val era de 726 persones. Hi havia 249 famílies de les quals 42 eren unipersonals (42 dones vivint soles i 42 dones vivint soles), 73 parelles sense fills, 130 parelles amb fills i 4 famílies monoparentals amb fills.
La població ha evolucionat segons el següent gràfic:
Habitants censats

### Habitatges
El 2007 hi havia 253 habitatges, 242 eren l'habitatge principal de la família, 2 eren segones residències i 9 estaven desocupats. 244 eren cases i 9 eren apartaments. Dels 242 habitatges principals, 198 estaven ocupats pels seus propietaris, 38 estaven llogats i ocupats pels llogaters i 6 estaven cedits a títol gratuït; 8 tenien dues cambres, 24 en tenien tres, 70 en tenien quatre i 141 en tenien cinc o més. 181 habitatges disposaven pel capbaix d'una plaça de pàrquing. A 74 habitatges hi havia un automòbil i a 156 n'hi havia dos o més.

### Piràmide de població
La piràmide de població per edats i sexe el 2009 era:
| Homes | Edats   | Dones |
| ----- | ------- | ----- |
| 0     | 95 o +  | 0     |
| 0     | 90 a 94 | 0     |
| 5     | 85 a 89 | 4     |
| 8     | 80 a 84 | 5     |
| 2     | 75 a 79 | 0     |
| 2     | 70 a 74 | 9     |
| 18    | 65 a 69 | 18    |
| 9     | 60 a 64 | 8     |
| 20    | 55 a 59 | 11    |
| 21    | 50 a 54 | 20    |
| 18    | 45 a 49 | 21    |
| 21    | 40 a 44 | 24    |
| 47    | 35 a 39 | 28    |
| 20    | 30 a 34 | 29    |
| 10    | 25 a 29 | 3     |
| 14    | 20 a 24 | 14    |
| 13    | 15 a 19 | 17    |
| 33    | 10 a 14 | 22    |
| 33    | 5 a 9   | 23    |
| 4     | 0 a 4   | 23    |

## Economia
El 2007 la població en edat de treballar era de 506 persones, 357 eren actives i 149 eren inactives. De les 357 persones actives 335 estaven ocupades (184 homes i 151 dones) i 23 estaven aturades (13 homes i 10 dones). De les 149 persones inactives 41 estaven jubilades, 38 estaven estudiant i 70 estaven classificades com a «altres inactius».

### Ingressos
El 2009 a Sotteville-sous-le-Val hi havia 255 unitats fiscals que integraven 697 persones, la mediana anual d'ingressos fiscals per persona era de 21.454,5 €.

### Activitats econòmiques
Dels 37 establiments que hi havia el 2007, 2 eren d'empreses extractives, 5 d'empreses de fabricació d'altres productes industrials, 5 d'empreses de construcció, 6 d'empreses de comerç i reparació d'automòbils, 5 d'empreses d'hostatgeria i restauració, 2 d'empreses d'informació i comunicació, 1 d'una empresa financera, 1 d'una empresa immobiliària, 6 d'empreses de serveis i 4 d'empreses classificades com a «altres activitats de serveis».
Dels 5 establiments de servei als particulars que hi havia el 2009, 1 era un taller de reparació d'automòbils i de material agrícola, 2 paletes i 2 restaurants.
L'any 2000 a Sotteville-sous-le-Val hi havia 9 explotacions agrícoles que ocupaven un total de 180 hectàrees.

## Equipaments sanitaris i escolars
El 2009 hi havia una escola elemental.

## Poblacions més properes
El següent diagrama mostra les poblacions més properes.